# مارتن لازاروف
مارتن لازاروف هو مُقاتل فنون قتالية مختلطة بلغاري مُعتزل شارك في فئة الوزن الثقيل.

## وصلات خارجية
- مارتن لازاروف على موقع شيردوغ (الإنجليزية)
- مارتن لازاروف على موقع Tapology.com (الإنجليزية)